# Udías
Udías és un municipi de la Comunitat Autònoma de Cantàbria. Limita al nord amb Alfoz de Lloredo i Comillas, a l'oest amb Valdáliga i al sud i est amb Cabezón de la Sal. Està situat en la comarca de la Costa Occidental encara que no és un municipi costaner. Udías se situa en un terreny dominat per pujols i amb algunes coves en el subsol aptes per practicar espeleologia.

## Localitats
- Canales.
- Cobijón.
- La Hayuela.
- El Llano.
- Pumalverde (capital)
- Rodezas.
- Toporias.
- Valoria.
- La Virgen.

## Demografia
| 1900 | 1910  | 1920  | 1930  | 1940  | 1950  | 1960  | 1970 | 1980 | 1990 | 2000 | 2007 |
| ---- | ----- | ----- | ----- | ----- | ----- | ----- | ---- | ---- | ---- | ---- | ---- |
| 903  | 1.164 | 1.424 | 1.575 | 1.224 | 1.251 | 1.107 | 983  | 873  | 866  | 843  | 840  |

Font: INE

## Administració
| Eleccions municipals, 25 de maig de 2003 |      |        |          |
| Partit                                   | Vots | %      | Regidors |
| PP                                       | 397  | 66,39% | 5        |
| PRC                                      | 117  | 19,57% | 1        |
| PSOE                                     | 79   | 13,21% | 1        |

| Eleccions municipals, 27 de maig de 2007 |      |        |          |
| Partit                                   | Vots | %      | Regidors |
| PP                                       | 422  | 67,52% | 5        |
| PRC                                      | 101  | 16,16% | 1        |
| PSOE                                     | 94   | 15,04% | 1        |